# Mirko Božić
Mirko Božić (* 21. September 1919 in Sinj; † 1. August 1995 in Zagreb) war ein kroatischer Schriftsteller.

## Leben
Mirko Božić besuchte Volksschule und Gymnasium in seiner Heimatstadt Sinj. 1938–1941 studierte er Rechtswissenschaft an der Universität Belgrad. Sein Diplom machte er in Zagreb. Nach Kontakten mit den Partisanen, die bis 1941 zurückreichen, schloss er sich 1943 diesen an. Nach dem Zweiten Weltkrieg widmete er sich zunächst hauptsächlich dem Theater. 1946–1947 leitete er das Theater Pionir in Split und war gleichzeitig am dortigen Nationaltheater als Opernsänger tätig. 1947–1948 führte er die Geschäfte des Nationaltheaters in Rijeka. 1952–1954 wurde er Leiter der Abteilung Drama am Nationaltheater in Zagreb. Ab 1955 war Mirko Božić hauptberuflich als Schriftsteller und Journalist tätig. In den Jahren 1958–1965 war er Redakteur bei verschiedenen Zeitschriften, wie Kulturni radnik, Literatura, Književnik und Telegram. 1965–1969 leitete er das Kroatische Nationaltheater in Zagreb und wurde daneben 1967–1971 politisch tätig als Vorsitzender des Ausschusses für Kultur und Bildung des kroatischen Sabors (Parlament). 1971–1974 war er Vizepräsident des Sabors und 1974–1978 Mitglied des Präsidiums der Sozialistischen Republik Kroatien. 1975 wurde er schließlich ordentliches Mitglied der Jugoslawischen Akademie (JAZU).

## Werke
Božić war ein ebenso begabter Dramatiker wie Prosaist der Nachkriegszeit. Er verfasste auch Drehbücher und Hörspiele. Es existieren nur wenige Übersetzungen ins Deutsche.
| - Most, Zagreb 1947 - Devet gomolja, Zagreb 1949 - Povlačenje, Schauspiel, Zagreb 1949 - Skretnica, Zagreb 1950 - Kurlani, gornji i donji, Roman, Zagreb 1952 - Novele, Zagreb 1953 - Neisplakani, Roman, Zagreb 1955 - Ljuljačka u tužnoj vrbi, Schauspiel, Belgrad 1957 - Svilene papuče, Schauspiel, Zagreb 1959 - Drame, Zagreb 1960 | - Odabrana djela 4 Bde. Zagreb 1970 - Drame, Zagreb 1970 - Hrvatski književni jezik u svjetlu izmjena Ustava Socialističke Republike Hrvatske, Split 1973 - Zapisi usputni, Split 1975 - Djevojka i hrast i druge priče, Erzählungen, Zagreb 1975 - Colonello, Zagreb 1975 - Bomba, Zagreb 1976 - Tijela i duhovi, Roman, Zagreb 1981 - Izabrana djela 6 Bde. Zagreb 1985 - Slavuji i šišmiši, 1990 |

Vertonung:
- Igor Kujević: Moć vrline, Oper 1977 (nach der Erzählung Kipić)

Übersetzungen:
- Der Spaziergang, Erzählung, dt. 1964 (Sreča)
- Der Gerechte, Hörspiel, dt. 1964 (Pravednik)